# Рокатенда
Рокатенда, також відомий як Палувех, — це стратовулкан, який утворює невеликий острів Палу, на північ від острова Флорес у регіоні Сікка в провінції Східна Нуса-Тенгара, Індонезія. Тоді як вулкан здіймається приблизно на 3 000 м (9 840 фут) над морським дном його конус здіймається всього на 875 метрів (2 871 фут) над рівнем моря і є найвищою точкою на острові.
Широкий регіон вершини містить кратери, що, перекриваються, до 900 м (2 950 фут), широкий разом із кількома лавовими куполами. Кілька флангових отворів проходять уздовж південно-західної тріщини.

## Історія виверження
Виверження з індексом вулканічної вибуховості (VEI) 3 відбулися в 1650 ± 50, 1928 і 1972 рр. 16 січня 2005 року були ознаки можливого виверження, внаслідок чого гора була переведена у стан очікування.

### 1928 рік
Найбільше виверження (VEI 3) сталося 4 серпня — 25 вересня 1928 р. Виверження спричинило цунамі та землетрус. Населення острова Палу на той період становило 266 чоловік. 

### 2012—2013
Наприкінці 2012 року гора стала досить активною, вивергаючи вулканічний попіл. У листопаді 2012 року, продовжуючи до 2013 року, була створена зона відчуження в радіусі 3 км, а жителі, що мешкали навколо гори, були евакуйовані або переселені до міста Момере на головному острові Флорес. У перші 8 місяців 2013 року регулярно активувався лавовий купол, включаючи повторювані попелясті шлейфи — як правило, сягаючи висоти 2–3 км — обвалення купола, вибухи, лавини та пірокластичні потоки.

#### Серпень 2013 року
10 серпня 2013 року гора вивергалась приблизно сім хвилин і викинула попіл на висоту близько 2 кілометри (1,2 миля) у повітря. За першими повідомленнями кількість загиблих становила шість. Жертвами стали троє дорослих та двоє дітей, а вік шостої жертви незрозумілий. Тіла дорослих вдалося знайти на пляжі Понге в селі Рокіроле, але останки дітей не знайшли. Ряд жителів острова відмовились покидати острів після того, як було видано попередній обов'язковий наказ про евакуацію; вони звикли до вулканічної діяльності.